# 神ノ口国光
神ノ口 国光（かみのくち くにみつ、1947年5月26日 - ）は、三重県出身の元競艇選手。登録番号2194。身長155cm。血液型O型。25期。

## 来歴
- 1982年、G1東海地区選手権で優勝。
- 1983年6月3日、津競艇場での周年記念に優出するが6着に終わる。
- 1988年、2度目の東海地区選手権優勝。
- 2009年1月7日、一般競走の最終日を最後に引退を表明。

## 生涯成績
- 通算優勝回数 50回（うちG1優勝は2回）
- 通算出走回数 8538走
- 通算1着回数 1835回